# Bô xít

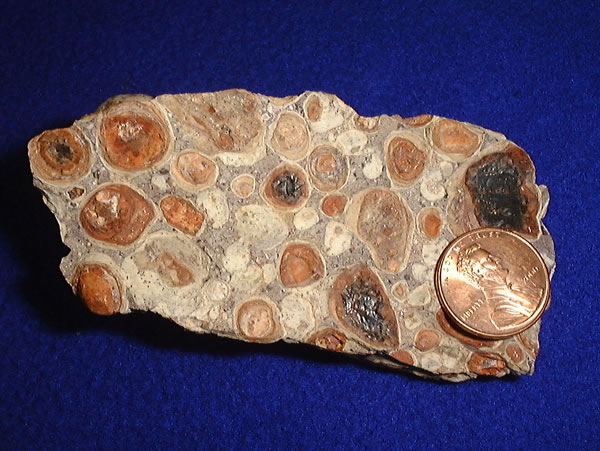
Bauxit so sánh với một đồng xu (đặt ở góc).

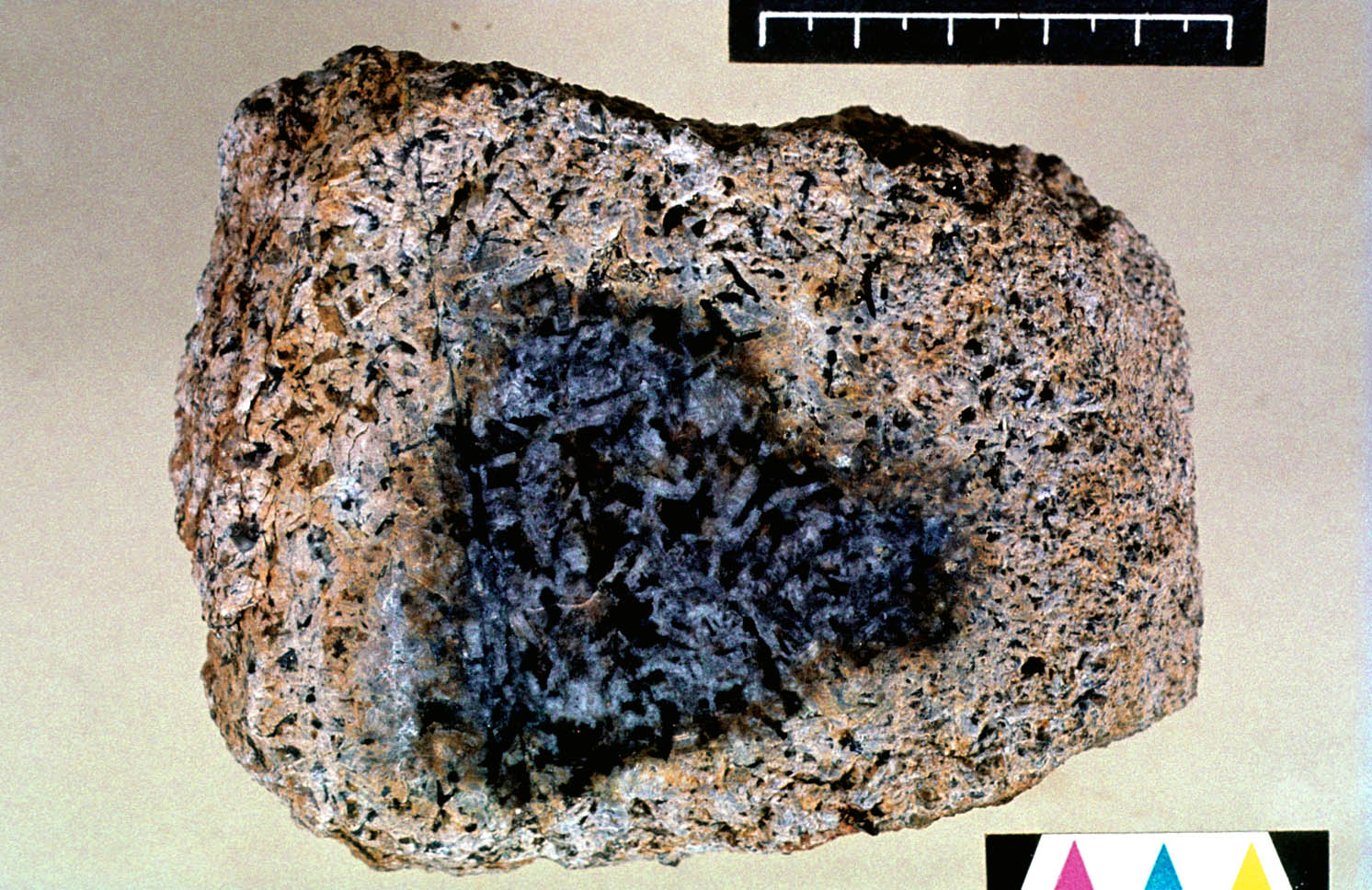
Bauxit với phần lõi còn nguyên mảnh đá mẹ chưa phong hóa.

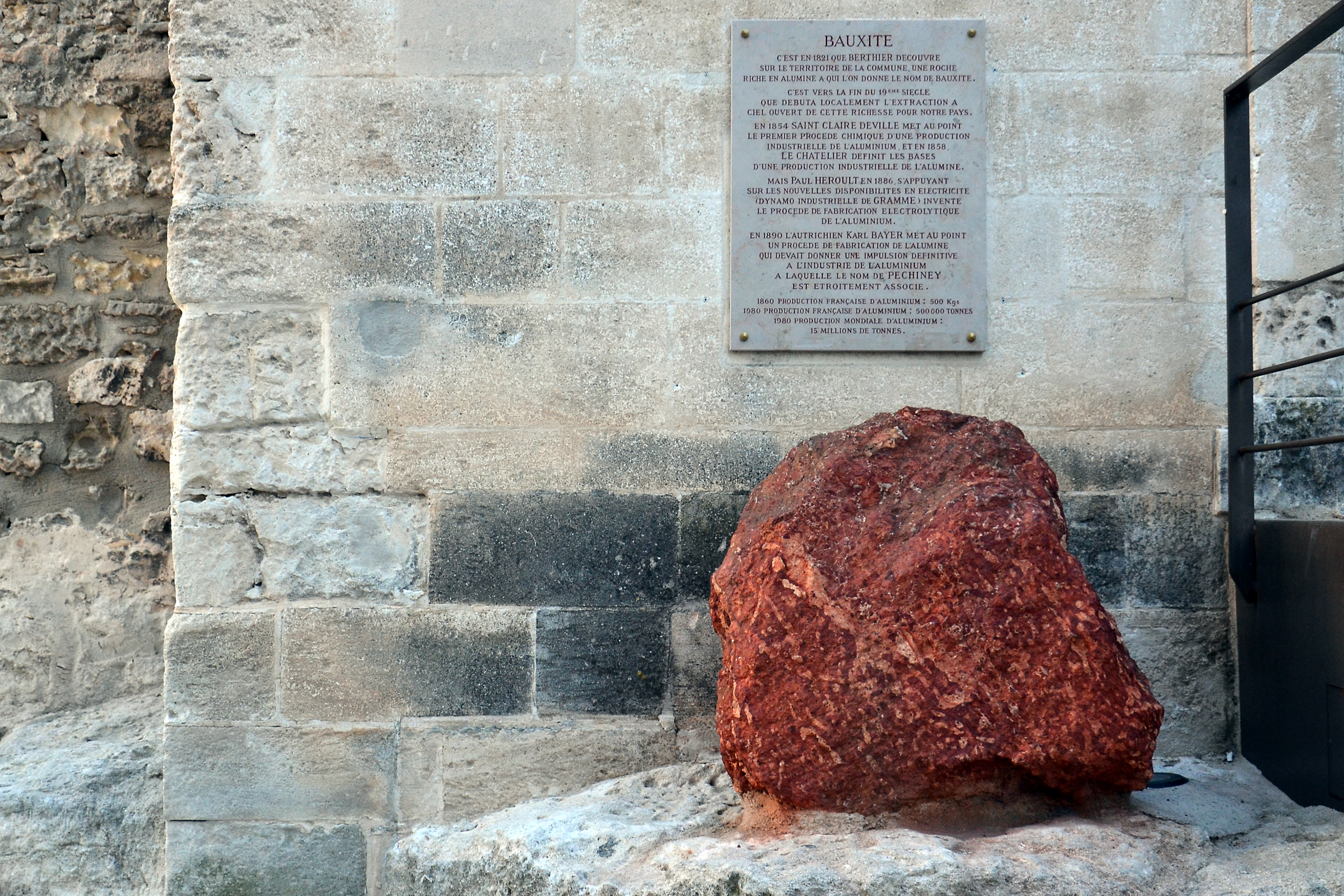
Bauxit, Les Baux-de-Provence.

Boxide (bắt nguồn từ từ tiếng Pháp bauxite /boksit/) là một loại quặng nhôm nguồn gốc đá núi lửa có màu hồng, nâu được hình thành từ quá trình phong hóa các đá giàu nhôm hoặc tích tụ từ các quặng có trước bởi quá trình xói mòn. Quặng boxide phân bố chủ yếu trong vành đai xung quanh xích đạo đặc biệt trong môi trường nhiệt đới. Từ boxide có thể tách ra alumina (Al2O3), nguyên liệu chính để luyện nhôm trong các lò điện phân, chiếm 95% lượng boxide được khai thác trên thế giới. Tên gọi của loại quặng nhôm này được đặt theo tên gọi làng Les Baux-de-Provence ở miền nam nước Pháp, tại đây nó được nhà địa chất học là Pierre Berthier phát hiện ra lần đầu tiên năm 1821.

## Quá trình hình thành và phân bố

### Hình thành
Các giọt boxide nóng chảy được sinh thành từ trong lòng đất, tự hút nhau lớn dần rồi được đẩy lên mặt đất theo các họng núi lửa cùng với dăm, cuội dung nham núi lửa thành phần base-kiềm trẻ (cỡ Paleogen trở lại đây). Trên mặt đất, dăm cuội dung nham núi lửa chứa quặng bô xit và quặng sulfide đa kim đi kèm sẽ bị laterit hóa, dưới mực nước ngầm chúng lại bị kaolinit hóa tạo thành set-kaolin chứa dăm, cuội, quặng bô xit và sulfide đa kim.
Boxide hình thành trên các loại đá có hàm lượng sắt thấp hoặc sắt bị rửa trôi trong quá trình phong hóa. Quá trình hình thành trải qua các giai đoạn: 
1. Phong hóa và nước thấm lọc vào trong đá gốc tạo ra oxide nhôm và sắt
2. Làm giàu trầm tích hay đá đã bị phong hóa bởi sự rửa trôi của nước ngầm
3. Xói mòn và tái tích tụ bauxit.

Quá trình này chịu ảnh hưởng của một vài yếu tố chính như: 
- Đá mẹ chứa các khoáng vật dễ hòa tan và các khoáng vật này bị rửa trôi chỉ để lại nhôm và sắt,
- Độ lỗ hổng có hiệu của đá cho phép nước thấm qua,
- Có lượng mưa cao xen kẽ các đợt khô hạn ngắn,
- Hệ thống thoát nước tốt
- Khí hậu nhiệt đới ẩm
- Có mặt lớp phủ thực vật với vi khuẩn.[2] Theo một mô hình mô phỏng quá trình này thì giá trị pH thích hợp đạt khoảng 3,5–4,0.[3]

### Phân bố
Các quặng boxide phân bố chủ yếu ở khu vực nhiệt đới, Caribe, Địa Trung Hải vành đai xung quanh xích đạo, người ta tìm thấy quặng boxide ở các vùng lãnh thổ như Úc, Nam và Trung Mỹ (Jamaica, Brazil, Surinam, Venezuela, Guyana), châu Phi (Guinea), châu Á (Ấn Độ, Trung Quốc, Việt Nam), Nga, Kazakhstan và châu Âu (Hy Lạp).
Từ nguồn gốc hình thành dẫn đến việc thành tạo hai loại mỏ bauxit:
1. Loại phong hóa được hình thành do quá trình laterit hóa chỉ diễn ra trong điều kiện nhiệt đới trên nền đá mẹ là các loại đá silicat: granit, gneiss, bazan, syenite và đá sét. Khác với quá trình hình thành laterit sắt, sự hình thành bauxite đòi hỏi điều kiện phong hóa mạnh mẽ hơn và điều kiện thủy văn thoát nước rất tốt cho phép hòa tan và rửa trôi kaolinite và hình thành lắng đọng nên gibbsit. Đới giàu hàm lượng nhôm nhất thường nằm ngay dưới lớp mũ sắt. Dạng tồn tại chủ yếu của hydroxide nhôm trong bauxit laterit chủ yếu là gibbsit. Tại Việt Nam, bauxit Tây Nguyên được hình thành theo phương thức này trên nền đá bazan.
2. Loại nguồn gốc á núi lửa có chất lượng tốt và có giá trị công nghiệp. Loại này được hình thành bằng con đường núi lửa, sau đó laterit hóa trên nền đá cacbonat như đá vôi và dolomit xen kẽ các lớp kẹp sét – kaolin do phong hóa dung nham núi lửa.

Thân quặng boxide tồn tại ở 4 dạng: lớp phủ, túi, xen kẹp và mảnh vụn:
- Các dạng lớp phủ lớn xuất hiện ở tây Phi, Úc, Nam Mỹ và Ấn Độ, bao gồm các lớp bằng phẳng nằm gần bề mặt và có thể trải dài hàng km. Chiều dày có thể thay đổi từ ít hơn một mét đến 40m, trong các trường hợp chấp nhận được thì bề dày trung bình khoảng 4–6m.
- Dạng túi được tìm thấy ở Jamaica và Hispaniola, cũng như miền nam châu Âu, boxide phân bố ở độ sâu trong các võng này từ ít hơn 1m đến hơn 30m. Trong một số trường hợp, các túi này nằm riêng biệt, trong khi các khu vực khác các vùng võng chồng lấn nhau và tạo thành các mỏ lớn.
- Dạng xen kẹp được tìm thấy ở Hoa Kỳ, Suriname, Brazil, Guyana, Russia, Trung Quốc, Hungary và khu vực Địa Trung Hải. Ban đầu chúng nằm trên bề mặt sau đó bị các đá hình thành sau phủ lên thường gặp ở dạng đá núi lửa. Loại quặng này thường có kết cấu chặt hơn các loại khác do nó bị nén bởi các lớp đá nằm trên.
- Dạng mảnh vụn chỉ các tích tụ quặng được tạo thành từ sự xói mòn boxide (kiểu trầm tích ở trên) ví dụ như boxide Arkansas ở Hoa Kỳ.

## Thành phần khoáng vật
Boxide tồn tại ở 3 dạng chính tùy thuộc vào số lượng phân tử nước chứa trong nó và cấu trúc tinh thể gồm: gibbsit Al(OH)3, boehmit γ-AlO(OH), và diaspore α-AlO(OH), cùng với các khoáng vật oxide sắt goethit và hematit, các khoáng vật sét kaolinit và thường có mặt cả anata TiO2, sulfide đa kim, các khoáng vật nặng như monazit, ziercon và xenotim.
Gibbsit là hydroxide nhôm thực sự còn boehmit và diaspore tồn tại ở dạng hydroxide nhôm oxide. Sự khác biệt cơ bản giữa boehmit và diaspore là diaspore có cấu trúc tinh thể khác với boehmit, và cần nhiệt độ cao hơn để thực hiện quá trình tách nước nhanh.
|                              | Gibbsit | Boehmit   | Diaspore  |
| Thành phần                   | Al(OH)3 | AlO(OH)   | AlO(OH)   |
| Hàm lượng alumina tối đa (%) | 65,4    | 85,0      | 85,0      |
| Hệ tinh thể                  | Đơn tà  | Trực thoi | Trực thoi |
| Mật độ (g.cm−3)              | 2,42    | 3,01      | 3,44      |
| Nhiệt độ tách nước (°C)      | 150     | 350       | 450       |

## Thành phần hóa học
Thành phần hóa học chủ yếu (quy ra oxide) là Al2O3, SiO2, Fe2O3, CaO, TiO2, MgO... trong đó, hyđroxide nhôm là thành phần chính của quặng.
| Thành phần hóa học    | Al2O3 | Fe2O3 | CaO | SiO2 | TiO2 | MgO | Mất khi đốt |
| % theo khối lượng (%) | 55,6  | 4,5   | 4,4 | 2,4  | 2,8  | 0,3 | 30          |

Ở Việt Nam, boxide được xếp vào khoáng sản khi tỷ lệ giữa oxide nhôm và silic oxide gọi là modun silic (ký hiệu là µsi) không được nhỏ hơn 2.

## Sử dụng
Boxide thường được sử dụng làm lò cao, môi (giá) sắt/thép, ximăng, sản xuất nhôm, phễu rót kim loại lỏng, hồ ngâm vật liệu, lòng lò nung, torpedo cars vòm lò cao sử dụng điện...

## Tại Việt Nam
Quặng boxide ở Việt Nam thuộc hai loại chính:
- Boxide nguồn gốc trầm tích (một số bị biến chất) tập trung ở các tỉnh phía Bắc như Hà Giang, Cao Bằng, Lạng Sơn, Bắc Giang, Sơn La và Nghệ An.
- Boxide nguồn gốc phong hoá laterit từ đá bazan tập trung ở các tỉnh phía Nam như Kon Tum, Đắk Nông, Lâm Đồng, Đồng Nai, Bình Dương, Phú Yên và Quảng Ngãi.